# Isonychus politus
Isonychus politus är en skalbaggsart som beskrevs av Hermann Burmeister 1855. Isonychus politus ingår i släktet Isonychus och familjen Melolonthidae. Inga underarter finns listade i Catalogue of Life.